# C/1978 R3
Poznamo še pet drugih kometov z imenom Machholz: C/1985 K1 (druge oznake 1985 VIII, 1985e), C/1988 P1 (druge oznake 1988 XV, 1988j), C/1992 N1 (druge oznake 1992 XVII, 1992k), C/1994 T1 (druge oznake 1994 XXVII, 1994r) in C/204 Q2.
Komet Machholz ali C/1978 R3 je komet, ki ga je odkril ameriški ljubiteljski astronom Donald Edward Machholz 12. septembra 1978.

## Lastnosti
Komet ima hiperbolično tirnico. Soncu se je najbolj približal 13. avgusta 1978 . 
Dosegel je magnitudo 10,5 .